# Éver Banega
Éver Maximiliano David Banega (Rosario, 29 juni 1988) is een Argentijns betaald voetballer die doorgaans als verdedigende middenvelder speelt. Hij tekende in september 2020 een contract tot medio 2023 bij Al-Shabab. Banega debuteerde in februari 2008 in het Argentijns voetbalelftal.

## Clubvoetbal
Banega speelde vanaf 2000 in de jeugd bij Boca Juniors. Op 10 februari 2007 debuteerde hij in het eerste elftal van de Argentijnse topclub tegen Banfield. Hetzelfde jaar won Banega met Boca Juniors de CONMEBOL Libertadores. Als winnaar van deze Zuid-Amerikaanse clubcompetitie nam hij met zijn club deel aan het FIFA WK voor clubs in december 2007. Banega tekende in januari 2008 vervolgens een contract voor vijfeneenhalf seizoen bij Valencia, dat €18.000.000,- voor hem betaalde aan Boca Juniors. Op 13 januari 2008 maakte de middenvelder tegen Atlético Madrid zijn debuut in de Primera División. Banega overtuigde Los Chés niet direct en werd voor het seizoen 2008/09 verhuurd aan Atlético Madrid. In het seizoen 2009/10 veroverde hij wel een basisplaats bij Valencia, maar onomstreden werd hij er nooit. De club liet hem in augustus 2014 uiteindelijk voor €2.500.000,- vertrekken naar competitiegenoot Sevilla. In september 2020 vertrok Banega voor drie seizoen naar het Saoedische Al-Shabab.

## Clubstatistieken
| Seizoen     | Club                | Competitie       | Competitie | Competitie | Competitie | Beker | Beker | Beker | Internationaal | Internationaal | Internationaal | Totaal | Totaal | Totaal |
| Seizoen     | Club                | Competitie       | Wed.       | Dlp.       | Ass.       | Wed.  | Dlp.  | Ass.  | Wed.           | Dlp.           | Ass.           | Wed.   | Dlp.   | Ass.   |
| ----------- | ------------------- | ---------------- | ---------- | ---------- | ---------- | ----- | ----- | ----- | -------------- | -------------- | -------------- | ------ | ------ | ------ |
| 2006/07     | Boca Juniors        | Primera División | 14         | 0          | 1          | 0     | 0     | 0     | 14             | 0              | 0              | 28     | 0      | 1      |
| 2007/08     | Boca Juniors        | Primera División | 14         | 0          | 2          | 0     | 0     | 0     | 2              | 0              | 0              | 16     | 0      | 2      |
| Club Totaal | Club Totaal         | Club Totaal      | 28         | 0          | 3          | 0     | 0     | 0     | 16             | 0              | 0              | 44     | 0      | 3      |
| 2007/08     | Valencia            | Primera División | 12         | 0          | 1          | 5     | 0     | 1     | —              | —              | —              | 17     | 0      | 2      |
| Club Totaal | Club Totaal         | Club Totaal      | 12         | 0          | 1          | 5     | 0     | 1     | 0              | 0              | 0              | 17     | 0      | 2      |
| 2008/09     | → Atletico Madrid   | Primera División | 24         | 1          | 0          | 4     | 0     | 0     | 3              | 0              | 0              | 31     | 1      | 0      |
| Club Totaal | Club Totaal         | Club Totaal      | 24         | 1          | 0          | 4     | 0     | 0     | 3              | 0              | 0              | 31     | 1      | 0      |
| 2009/10     | Valencia            | Primera División | 36         | 2          | 8          | 2     | 0     | 1     | 9              | 0              | 2              | 47     | 2      | 11     |
| 2010/11     | Valencia            | Primera División | 28         | 2          | 3          | 2     | 1     | 0     | 4              | 0              | 0              | 34     | 3      | 3      |
| 2011/12     | Valencia            | Primera División | 13         | 0          | 2          | 8     | 1     | 0     | 4              | 0              | 0              | 25     | 1      | 2      |
| 2012/13     | Valencia            | Primera División | 29         | 4          | 5          | 6     | 0     | 2     | 5              | 0              | 1              | 40     | 4      | 8      |
| 2013/14     | Valencia            | Primera División | 18         | 1          | 3          | 2     | 0     | 0     | 2              | 0              | 1              | 22     | 1      | 4      |
| Club Totaal | Club Totaal         | Club Totaal      | 136        | 9          | 22         | 25    | 2     | 4     | 24             | 0              | 4              | 185    | 11     | 30     |
| 2013/14     | → Newell's Old Boys | Primera División | 14         | 1          | 1          | 0     | 0     | 0     | 6              | 0              | 0              | 20     | 1      | 1      |
| Club Totaal | Club Totaal         | Club Totaal      | 14         | 1          | 1          | 0     | 0     | 0     | 6              | 0              | 0              | 20     | 1      | 1      |
| 2014/15     | Sevilla             | Primera División | 34         | 3          | 3          | 3     | 0     | 0     | 12             | 0              | 1              | 49     | 3      | 4      |
| 2015/16     | Sevilla             | Primera División | 25         | 5          | 2          | 6     | 1     | 2     | 14             | 3              | 1              | 45     | 9      | 5      |
| Club Totaal | Club Totaal         | Club Totaal      | 59         | 8          | 5          | 9     | 1     | 2     | 26             | 3              | 2              | 94     | 12     | 9      |
| 2016/17     | Internazionale      | Serie A          | 28         | 6          | 7          | 1     | 0     | 0     | 4              | 0              | 0              | 33     | 6      | 7      |
| Club Totaal | Club Totaal         | Club Totaal      | 28         | 6          | 7          | 1     | 0     | 0     | 4              | 0              | 0              | 33     | 6      | 7      |
| 2017/18     | Sevilla             | Primera División | 31         | 3          | 3          | 8     | 1     | 1     | 11             | 1              | 2              | 50     | 5      | 6      |
| 2018/19     | Sevilla             | Primera División | 32         | 3          | 5          | 6     | 0     | 2     | 13             | 5              | 4              | 51     | 8      | 11     |
| 2019/20     | Sevilla             | Primera División | 33         | 3          | 7          | 3     | 0     | 0     | 7              | 0              | 4              | 43     | 3      | 11     |
| Club Totaal | Club Totaal         | Club Totaal      | 155        | 17         | 20         | 26    | 2     | 5     | 57             | 9              | 12             | 238    | 28     | 37     |
| 2020/21     | Al-Shabab           | Saudi Pro League | 27         | 7          | 12         | 1     | 0     | 0     | —              | —              | —              | 28     | 7      | 12     |
| 2021/22     | Al-Shabab           | Saudi Pro League | 27         | 6          | 4          | 3     | 1     | 1     | 4              | 2              | 0              | 34     | 9      | 5      |
| 2022/23     | Al-Shabab           | Saudi Pro League | 12         | 1          | 2          | 1     | 0     | 0     | —              | —              | —              | 13     | 1      | 2      |
| Club Totaal | Club Totaal         | Club Totaal      | 66         | 14         | 18         | 5     | 1     | 1     | 4              | 2              | 0              | 75     | 17     | 19     |
| TOTAAL      | TOTAAL              | TOTAAL           | 451        | 48         | 71         | 61    | 5     | 10    | 114            | 11             | 16             | 626    | 64     | 97     |

## Interlandcarrière
Banega won in 2007 met een Argentijnse jeugdselectie het WK 2007 onder 20. In 2008 werd hij met een Argentijnse ploeg olympisch kampioen. Banega debuteerde in 2008 in het Argentijns voetbalelftal. Bondscoach Sergio Batista selecteerde hem drie jaar later voor de Copa América 2011, zijn eerste eindtoernooi. Banega maakte ook deel uit van de Argentijnse ploeg op de Copa América 2015, de Copa América Centenario en het WK 2018.
| Interlands van Éver Banega voor Argentinië | Interlands van Éver Banega voor Argentinië | Interlands van Éver Banega voor Argentinië | Interlands van Éver Banega voor Argentinië | Interlands van Éver Banega voor Argentinië | Interlands van Éver Banega voor Argentinië |
| №                                          | Datum                                      | Wedstrijd                                  | Uitslag                                    | Competitie                                 | Goals                                      |
| ------------------------------------------ | ------------------------------------------ | ------------------------------------------ | ------------------------------------------ | ------------------------------------------ | ------------------------------------------ |
| 1                                          | 06 feb 2008                                | Argentinië – Guatemala                     | 5–0                                        | Vriendschappelijk                          |                                            |
| 2                                          | 04 jun 2008                                | Mexico – Argentinië                        | 1–4                                        | Vriendschappelijk                          |                                            |
| 3                                          | 08 jun 2008                                | Verenigde Staten – Argentinië              | 0–0                                        | Vriendschappelijk                          |                                            |
| 4                                          | 11 aug 2010                                | Ierland – Argentinië                       | 0–1                                        | Vriendschappelijk                          |                                            |
| 5                                          | 07 sep 2010                                | Argentinië – Spanje                        | 4–1                                        | Vriendschappelijk                          |                                            |
| 6                                          | 17 nov 2010                                | Argentinië – Brazilië                      | 1–0                                        | Vriendschappelijk                          |                                            |
| 7                                          | 09 feb 2011                                | Argentinië – Portugal                      | 2–1                                        | Vriendschappelijk                          |                                            |
| 8                                          | 26 maa 2011                                | Verenigde Staten – Argentinië              | 1–1                                        | Vriendschappelijk                          |                                            |
| 9                                          | 29 maa 2011                                | Costa Rica – Argentinië                    | 0–0                                        | Vriendschappelijk                          |                                            |
| 10                                         | 20 jun 2011                                | Argentinië – Albanië                       | 4–0                                        | Vriendschappelijk                          |                                            |
| 11                                         | 01 jul 2011                                | Argentinië – Bolivia                       | 1–1                                        | Copa América                               |                                            |
| 12                                         | 06 jul 2011                                | Argentinië – Colombia                      | 0–0                                        | Copa América                               |                                            |
| 13                                         | 06 sep 2011                                | Argentinië – Nigeria                       | 3–1                                        | Vriendschappelijk                          |                                            |
| 14                                         | 07 okt 2011                                | Argentinië – Chili                         | 4–1                                        | WK-kwalificatie                            |                                            |
| 15                                         | 11 okt 2011                                | Venezuela – Argentinië                     | 1–0                                        | WK-kwalificatie                            |                                            |
| 16                                         | 06 feb 2013                                | Zweden – Argentinië                        | 2–3                                        | Vriendschappelijk                          |                                            |
| 17                                         | 22 maa 2013                                | Argentinië – Venezuela                     | 3–0                                        | WK-kwalificatie                            |                                            |
| 18                                         | 26 maa 2013                                | Bolivia – Argentinië                       | 1–1                                        | WK-kwalificatie                            |                                            |
| 19                                         | 11 jun 2013                                | Ecuador – Argentinië                       | 1–1                                        | WK-kwalificatie                            |                                            |
| 20                                         | 14 jun 2013                                | Guatemala – Argentinië                     | 0–4                                        | Vriendschappelijk                          |                                            |
| 21                                         | 14 aug 2013                                | Italië – Argentinië                        | 1–2                                        | Vriendschappelijk                          |                                            |
| 22                                         | 10 sep 2013                                | Paraguay – Argentinië                      | 2–5                                        | WK-kwalificatie                            |                                            |
| 23                                         | 11 okt 2013                                | Argentinië – Peru                          | 3–1                                        | WK-kwalificatie                            |                                            |
| 24                                         | 15 okt 2013                                | Uruguay – Argentinië                       | 3–2                                        | WK-kwalificatie                            |                                            |
| 25                                         | 15 nov 2013                                | Ecuador – Argentinië                       | 0–0                                        | Vriendschappelijk                          |                                            |
| 26                                         | 14 okt 2014                                | Hongkong – Argentinië                      | 0–7                                        | Vriendschappelijk                          |                                            |
| 27                                         | 12 nov 2014                                | Argentinië – Kroatië                       | 2–1                                        | Vriendschappelijk                          |                                            |
| 28                                         | 31 maa 2015                                | Argentinië – Ecuador                       | 2–1                                        | Vriendschappelijk                          |                                            |
| 29                                         | 06 jun 2015                                | Argentinië – Bolivia                       | 5–0                                        | Vriendschappelijk                          |                                            |
| 30                                         | 13 jun 2015                                | Argentinië – Paraguay                      | 2–2                                        | Copa América                               |                                            |
| 31                                         | 16 jun 2015                                | Argentinië – Uruguay                       | 1–0                                        | Copa América                               |                                            |
| 32                                         | 26 jun 2015                                | Argentinië – Colombia                      | 0–0                                        | Copa América                               |                                            |
| 33                                         | 30 jun 2015                                | Argentinië – Paraguay                      | 6–1                                        | Copa América                               |                                            |
| 34                                         | 04 jul 2015                                | Chili – Argentinië                         | 0–0                                        | Copa América                               |                                            |
| 35                                         | 04 sep 2015                                | Argentinië – Bolivia                       | 7–0                                        | Vriendschappelijk                          |                                            |
| 36                                         | 08 sep 2015                                | Argentinië – Mexico                        | 2–2                                        | Vriendschappelijk                          |                                            |
| 37                                         | 13 nov 2015                                | Argentinië – Brazilië                      | 1–1                                        | WK-kwalificatie                            |                                            |
| 38                                         | 17 nov 2015                                | Colombia – Argentinië                      | 0–1                                        | WK-kwalificatie                            |                                            |
| 39                                         | 24 maa 2016                                | Chili – Argentinië                         | 1–2                                        | WK-kwalificatie                            |                                            |
| 40                                         | 29 maa 2016                                | Argentinië – Bolivia                       | 2–0                                        | WK-kwalificatie                            |                                            |
| 41                                         | 27 mei 2016                                | Argentinië – Honduras                      | 1–0                                        | Vriendschappelijk                          |                                            |
| 42                                         | 06 jun 2016                                | Argentinië – Chili                         | 2–1                                        | Copa América                               |                                            |
| 43                                         | 10 jun 2016                                | Argentinië – Panama                        | 5–0                                        | Copa América                               |                                            |
| 44                                         | 14 jun 2016                                | Bolivia – Argentinië                       | 0–3                                        | Copa América                               |                                            |
| 45                                         | 18 jun 2016                                | Argentinië – Venezuela                     | 4–1                                        | Copa América                               |                                            |
| 46                                         | 21 jun 2016                                | Verenigde Staten – Argentinië              | 0–4                                        | Copa América                               |                                            |
| 47                                         | 26 jun 2016                                | Argentinië – Chili                         | 0–0                                        | Copa América                               |                                            |
| 48                                         | 06 sep 2016                                | Venezuela – Argentinië                     | 2–2                                        | WK-kwalificatie                            |                                            |
| 49                                         | 07 okt 2016                                | Peru – Argentinië                          | 2–2                                        | WK-kwalificatie                            |                                            |
| 50                                         | 11 okt 2016                                | Argentinië – Paraguay                      | 0–1                                        | WK-kwalificatie                            |                                            |
| 51                                         | 15 nov 2016                                | Argentinië – Colombia                      | 3–0                                        | WK-kwalificatie                            |                                            |

## Incidenten
In januari 2008 verscheen kort na zijn overgang naar Valencia en nog voordat dat Banega een wedstrijd voor de club had gespeeld een seksueel getint filmpje van hem op internet. Het filmpje, getiteld Banega, grande desde siempre (Banega, altijd groot), was gemaakt via een webcam en omvatte een scène waarin Banega masturbeerde.
In februari 2012 blesseerde Banega zichzelf doordat hij aangereden werd door zijn eigen auto, nadat hij vergat die op de handrem te zetten. Nog geen zes maanden later kwam hij weer in het nieuws, nu omdat zijn €250.000,- euro kostende Ferrari 360 volledig uitbrandde tijdens een ritje door de stad.

## Erelijst
| Competitie             |              |                           |              |              |
| Competitie             | Aantal       | Jaren                     |              |              |
| Boca Juniors           | Boca Juniors | Boca Juniors              | Boca Juniors | Boca Juniors |
| ---------------------- | ------------ | ------------------------- | ------------ | ------------ |
| CONMEBOL Libertadores  | 1x           | 2007                      |              |              |
| Valencia               |              |                           |              |              |
| Copa del Rey           | 1x           | 2007/08                   |              |              |
| Sevilla                |              |                           |              |              |
| UEFA Europa League     | 3x           | 2014/15, 2015/16, 2019/20 |              |              |
| Argentinië onder 23    |              |                           |              |              |
| Olympische Zomerspelen | 1x           | 2008                      |              |              |
| Argentinië onder 20    |              |                           |              |              |
| FIFA WK onder 20       | 1x           | 2007                      |              |              |

1 Ustari ·
2 Garay ·
3 Monzón ·
4 Zabaleta ·
5 Gago ·
6 Fazio ·
7 Sosa ·
8 Banega ·
9 Lavezzi ·
10 Riquelme ·
11 Di María ·
12 Pareja ·
13 Acosta ·
14 Mascherano ·
15 Messi ·
16 Agüero ·
17 Buonanotte ·
18 Romero ·
22 Navarro ·
Coach: Batista
1 Carrizo ·
2 Garay ·
4 Zabaleta ·
4 Burdisso ·
5 Cambiasso ·
6 G. Milito ·
7 Di María ·
8 Zanetti ·
9 Higuaín ·
10 Messi ·
11 Tévez ·
12 Andújar ·
13 Pareja ·
14 Mascherano  ·
15 Biglia ·
16 Agüero ·
17 Rojo ·
21 Pastore ·
19 Banega ·
20 Gago ·
21 Lavezzi ·
22 D. Milito ·
23 Romero ·
Coach: Batista
1 Romero ·
2 Garay ·
3 Roncaglia ·
4 Zabaleta ·
5 Gago ·
6 Biglia ·
7 Di María ·
8 Pereyra ·
9 Higuaín ·
10 Messi  ·
11 Agüero ·
12 Guzmán ·
13 Casco ·
14 Mascherano ·
15 Demichelis ·
16 Rojo ·
17 Otamendi ·
18 Tévez ·
19 Banega ·
20 Lamela ·
21 Pastore ·
22 Lavezzi ·
23 Andújar ·
23 Marchesín ·
Coach: Martino
1 Romero ·
2 Maidana ·
3 Roncaglia ·
4 Mercado ·
5 Kranevitter ·
6 Biglia ·
7 Di María ·
8 Fernández ·
9 Higuaín ·
10 Messi  ·
11 Agüero ·
12 Guzmán ·
13 Funes Mori ·
14 Mascherano ·
15 Cuesta ·
16 Rojo ·
17 Otamendi ·
18 Lamela ·
19 Banega ·
20 Gaitán ·
21 Pastore ·
22 Lavezzi ·
23 Andújar ·
Coach: Martino
1 Guzmán ·
2 Mercado ·
3 Tagliafico ·
4 Ansaldi ·
5 Biglia ·
6 Fazio ·
7 Banega ·
8 Acuña ·
9 Higuaín ·
10 Messi  ·
11 Di María ·
12 Armani ·
13 Meza ·
14 Mascherano ·
15 Pérez ·
16 Rojo ·
17 Otamendi ·
18 Salvio ·
19 Agüero ·
20 Lo Celso ·
21 Dybala ·
22 Pavón ·
23 Caballero ·
Coach: Sampaoli